# Плистик, Анатолий Савельевич
Анатолий Савельевич Плистик (14 марта 1914, Санкт-Петербург — 4 апреля 1989, Новосибирск) — советский энергетик, главный инженер предприятия «Новосибирскэнерго», отличник энергетики и электрификации СССР (1964), заслуженный энергетик РСФСР (1975), почётный энергетик СССР (1982).

## Биография
Родился 14 марта 1914 года в Санкт-Петербурге. Выпускник Ленинградского индустриального института (1938) и академии Минэнерго. С 1956 года работал в структуре энергетики Новосибирска.
Руководил реконструкцией проточной части гидавлических турбин и системы охлаждения трансформаторов Новосибирской ГЭС, что привело к увеличению установленной мощности на 55 000 кВт.
Внёс большой вклад в объединение электростанций с отдельными узлами, электрификацию удалённых сельскохозяйственных районов и железнодорожной инфраструктуры.
Похоронен на Заельцовском кладбище Новосибирска (квартал 68н).

## Награды
Ордена «Знак Почёта» (1966) и Трудового Красного Знамени (1971).